# Am Osterberg (Park)

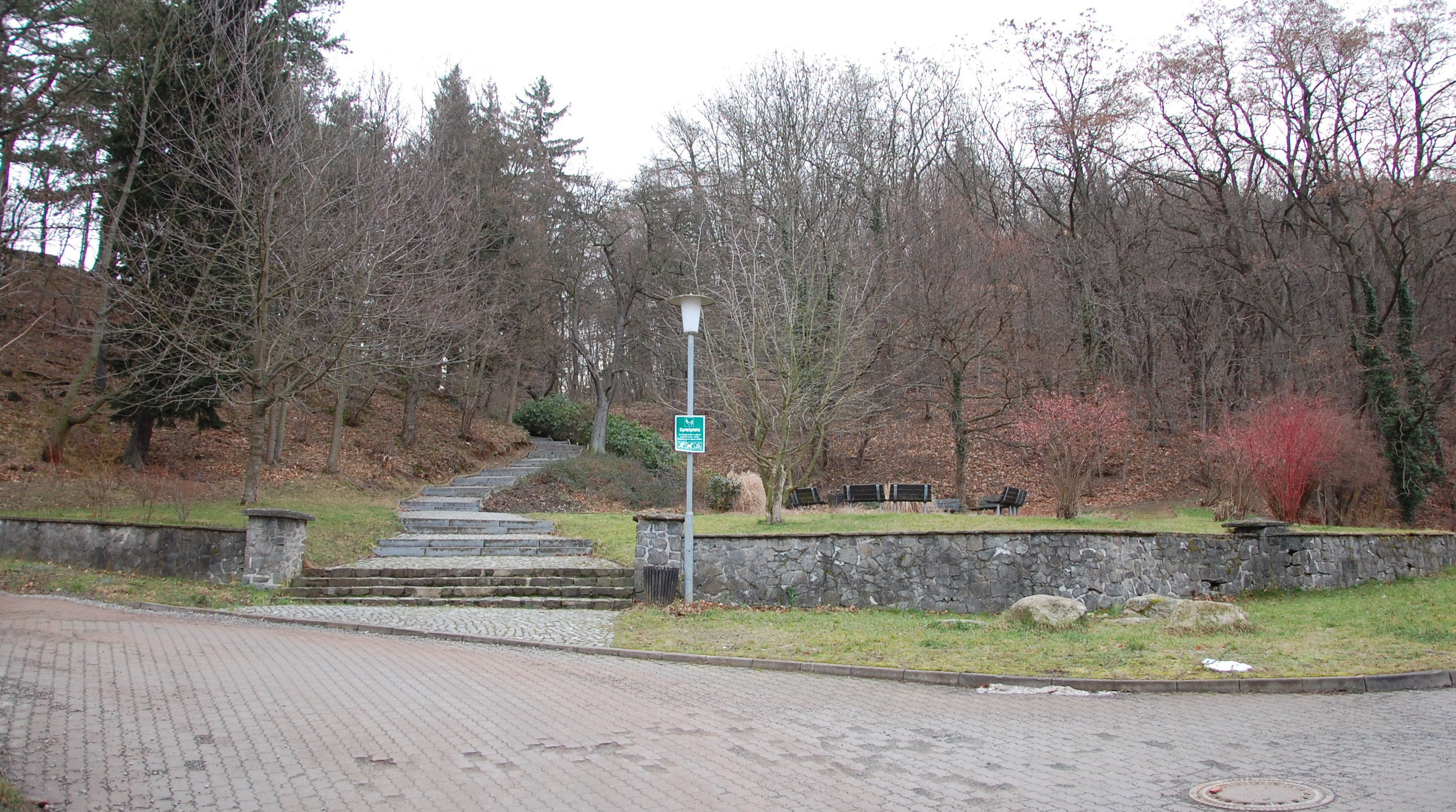
Zugang von der Straße „Am Osterberg“ zum Park

Die denkmalgeschützte Parkanlage Am Osterberg befindet sich in Stadt Gernrode, einem Ortsteil der Stadt Quedlinburg in Sachsen-Anhalt.

## Lage
Sie befindet sich südlich des historischen Ortskern Gernrodes, östlich der Straße „Am Osterberg“, am Rande des Hangs des Osterbergs. Im örtlichen Denkmalverzeichnis ist die Anlage als Park eingetragen.

## Architektur und Geschichte
Die oberhalb Gernrodes gelegene Parkanlage entstand im Zeitraum 1920/1930. Ihr Wegesystem folgt dem bergigen Gelände und orientiert sich zur Südkante, von der eine weite Aussicht über Gernrode und das nordöstliche Harzvorland gegeben ist. In diesem Bereich ist ein Spielplatz eingerichtet. Gruppen von Gehölzen und Sträuchern setzen landschaftliche Akzente. Im westlichen Bereich befindet sich eine von der Straße „Am Osterberg“ hinauf führende Treppe, über die ein Zugang zu den höher gelegenen Teilen des langgestreckten Parks möglich ist. Auf dieser Westseite besteht eine Terrassierung.